# Joe Robinson
Joe Robinson (* 25. května 1991 Temagog, Nový Jižní Wales) je australský kytarista a zpěvák. Ve svých šesti letech začal hrát na klavír. V roce 2008 zvítězil v druhé řadě pořadu Australia's Got Talent.

## Diskografie
- Birdseed (2007)
- Time Jumpin' (2009)
- Let Me Introduce You (2012)
- Undertones (2019)